# Louisa Chirico
Louisa Chirico (Morristown, 16 mei 1996) is een Amerikaans tennisspeelster. Haar favoriete ondergrond is gravel. Zij speelt rechtshandig en heeft een tweehandige backhand.

## Loopbaan
Chirico begon op zevenjarige leeftijd met tennis. Zij is voornamelijk actief in het enkelspel.
In 2014 ontving zij een wildcard voor het US Open – hierdoor speelde zij samen met Katerina Stewart op het vrouwendubbelspeltoernooi.
In februari 2015 kwalificeerde Chirico zich voor het eerst voor een WTA-hoofdtoernooi, op het toernooi van Acapulco. In mei van dat jaar nam zij, weer op basis van een wildcard, ook in het enkelspel deel aan een grandslamtoernooi, op Roland Garros. In november stond zij voor het eerst in een WTA-finale, op het toernooi van Limoges – zij verloor van Française Caroline Garcia.
Haar hoogste notering op de WTA-ranglijst is de 58e plaats, die zij bereikte in oktober 2016.

## Posities op deWTA-ranglijst
Positie per einde seizoen:
| jaar | rang enkelspel | rang dubbelspel |
| ---- | -------------- | --------------- |
| 2012 | 912            | –               |
| 2013 | 312            | 304             |
| 2014 | 189            | 221             |
| 2015 | 120            | 458             |
| 2016 | 59             | 298             |
| 2017 | 211            | 278             |
| 2018 | 451            | 338             |
| 2019 | 271            | 655             |
| 2020 | 312            | 827             |
| 2021 | 331            | 1087            |
| 2022 | 158            | 779             |

## Palmares
| Legenda                 |
| ----------------------- |
| Grandslamtoernooi       |
| Olympische Spelen       |
| Year-End Championships  |
| Premier Mandatory       |
| Premier Five / WTA 1000 |
| Premier / WTA 500       |
| International / WTA 250 |
| Challenger / WTA 125    |

### WTA-finaleplaatsen enkelspel
| nr.              | finale     | toernooi     | ondergrond    | tegenstandster      | score    |         |
| ---------------- | ---------- | ------------ | ------------- | ------------------- | -------- | ------- |
| gewonnen finales |            |              |               |                     |          |         |
| geen             |            |              |               |                     |          |         |
| verloren finales |            |              |               |                     |          |         |
| 1.               | 2015-11-15 | WTA Limoges  | hardcourt (i) | Caroline Garcia     | 1-6, 3-6 | details |
| 2.               | 2025-06-15 | WTA Valencia | gravel        | Nuria Párrizas Díaz | 5-7, 6-7 | details |

### WTA-finaleplaatsen dubbelspel
geen

## Resultaten grandslamtoernooien
| Legenda | Legenda                          |
| ------- | -------------------------------- |
| g.t.    | geen toernooi gehouden           |
| l.c.    | lagere categorie                 |
| –       | niet deelgenomen                 |
| G       | uitgeschakeld in de groepsfase   |
| 1R      | uitgeschakeld in de eerste ronde |
| 2R      | uitgeschakeld in de tweede ronde |
| 3R      | uitgeschakeld in de derde ronde  |
| 4R      | uitgeschakeld in de vierde ronde |
| KF      | uitgeschakeld in de kwartfinale  |
| HF      | uitgeschakeld in de halve finale |
| F       | de finale verloren               |
| W       | het toernooi gewonnen            |
| w-v     | winst/verlies-balans             |

### Enkelspel
| toernooi        | 2015 | 2016 | 2017 |    | 2022 |
| --------------- | ---- | ---- | ---- | -- | ---- |
| Australian Open | –    | –    | 1R   | –  |      |
| Roland Garros   | 1R   | 2R   | 1R   | –  |      |
| Wimbledon       | –    | 1R   | –    | 1R |      |
| US Open         | 1R   | 1R   | –    | –  |      |

### Vrouwendubbelspel
| toernooi        | 2014 |    | 2016 | 2017 |
| --------------- | ---- | -- | ---- | ---- |
| Australian Open | –    | –  | 2R   |      |
| Roland Garros   | –    | 1R | –    |      |
| Wimbledon       | –    | 1R | –    |      |
| US Open         | 1R   | 2R | –    |      |

### Gemengd dubbelspel
| toernooi        | 2017 |    | 2022 |
| --------------- | ---- | -- | ---- |
| Australian Open | –    | –  |      |
| Roland Garros   | –    | –  |      |
| Wimbledon       | –    | –  |      |
| US Open         | 1R   | 1R |      |